# Chauchigny
Chauchigny ist eine französische Gemeinde mit 222 Einwohnern (Stand: 1. Januar 2022) im Département Aube in der Region Grand Est (bis 2015 Champagne-Ardenne). Die Gemeinde gehört zum Arrondissement Nogent-sur-Seine und zum 2016 gegründeten Gemeindeverband Seine et Aube. 

## Geografie
Chauchigny liegt 18 Kilometer nordnordwestlich von Troyes an der Mündung der Melda in die Seine. Umgeben wird Chauchigny von den Nachbargemeinden Rilly-Sainte-Syre im Norden, Chapelle-Vallon im Osten und Nordosten, Villacerf im Süden sowie Savières im Westen und Südwesten.

## Bevölkerungsentwicklung
| Jahr                      | 1962 | 1968 | 1975 | 1982 | 1990 | 1999 | 2006 | 2011 | 2016 |
| Einwohner                 | 233  | 226  | 204  | 212  | 224  | 254  | 252  | 256  | 255  |
| Quelle: Cassini und INSEE |      |      |      |      |      |      |      |      |      |

## Sehenswürdigkeiten
- Kirche Nativité-de-la-Notre-Dame aus dem 12. Jahrhundert
- Wassermühle

## Belege
1. ↑  Chauchigny auf cassini.ehess.fr
2. ↑  Chauchigny auf insee.fr